# مالكوم روبرت إروين
مالكوم روبرت إروين (بالإنجليزية: Malcolm Robert Irwin)‏ هو عالم وراثة أمريكي، ولد في 2 مارس 1897، وتوفي في 12 أكتوبر 1987.